# Anopheles kompi
Anopheles kompi este o specie de țânțari din genul Anopheles, descrisă de Edwards în anul 1930. Conform Catalogue of Life specia Anopheles kompi nu are subspecii cunoscute.